# Saint-Méen
Saint-Méen è un comune francese di 776 abitanti situato nel dipartimento del Finistère nella regione della Bretagna.

## Società

### Evoluzione demografica
Abitanti censiti